# MÁV-telep (Rákospalota)
A rákospalotai MÁV-telep Budapest XV. kerületének, Rákospalotának egyik informális városrésze, jellegzetes, hangulatos típusházakkal, keskeny utcákkal.

## Története
A MÁV az 1900-as évek elején vásárolta fel a korábban szőlőtermesztésre használt területet gróf Károlyi Istvántól. A MÁV a teleptől bő 1 km-re lévő (egykor Rákospalotához tartozó) Istvántelekre helyezte át a Nyugati pályaudvarnál levő javítóműhelyét. A MÁV-telep főleg az itt dolgozó vasutasok lakásgondjain segített.
Az 1910-es években (egyes források szerint két ütemben 1907-1909 között, majd 1914-től) épült, tervezője jelenleg nem ismert.
A telep az 1920-as és 1930-as években élte fénykorát, ekkor 1862 ember élt itt. A terület az egykor önálló Rákospalota városrészeként került Budapesthez, mikor 1950. január 1-jén létrehozták Nagy-Budapestet. A telepet határoló utcák (jelenlegi elnevezésükkel): Széchenyi út – Rákos út – Wesselényi utca – Vasutastelep utca.
A területen belül egyes részeket leromboltak, helyükre a Rákos út mentén a hét darab csúszózsalus pontház 1974–1979 között, beljebb a szegedi házgyár elemeiből a 4 és 10 emeletes panelházak 1982–1987 között épültek. (Rákos úti lakótelep) A telep egységét leginkább az azt kettészelő M3 autópálya bevezető szakasza töri meg, amely 1980-1982 között épült. A Széchenyi úti felüljáró 1984-ben készült el. Jellemző, hogy míg az autópályától délkelet felé szinte minden ház megmaradt, attól északkeletre 3 kivételével az összes régi lakóépületet lebontották. A lebontott részeken a kisebb, egyszintes, kétlakásos épületek álltak.

## Megközelítése
1970. április 3-tól 1980. január 13-ig itt volt a megszűnt 65-ös, illetve 1947. április 2-től 1997. március 10-ig a 67-es villamosok végállomása. Jelenleg itt található a 62-es villamosnak és betétjáratának, a 62A villamosnak a hurokvégállomása; illetve megáll itt a 69-es villamos is. A kerületrészen áthalad többek között az 5-ös busz is, közvetlen kapcsolatot biztosítva a Belváros és Buda felé.